# Мілка Івич
Мілка Івич (серб. Милка Ивић; 11 грудня 1923, Белград, Королівство Сербів, Хорватів і Словенців — 7 березня 2011, Белград, Сербія) — сербська лінгвістка, професорка, академік Сербської академії наук і мистецтв. Фахівчиня в галузі сучасної сербокроатистики, історії мовознавства, загальної лінгвістики, синтаксису і семантики слов'янських мов.

## Життєпис
Мілка Івич народилася 11 грудня 1923 року в Белграді. Дочка доктора права, державного радника Радоя Йовановича і його дружини Світлани, дочки поета Воїслава Ілича. 1949 року Мілка Івич закінчила філологічний факультет Белградського університету, 1953 року здобула докторський ступінь. Від 1954 року працювала науковою співробітницею Інституту сербохорватської мови САНМ, від 1955 року — доцентка, протягом 1964—1984 років — викладачка філософського факультету в Новому Саді. Викладала в США і Токійському лінгвістичному університеті. Членкиня Норвезької академії наук і Саксонської академії наук. Почесна докторка Петрозаводського державного університету.

## Родина
Чоловік — лінгвіст, академік Павле Івич, син — математик академік Олександр Івич.